# Wonder World Tour
Wonder World Tour a fost al doilea turneu mondial al lui Miley Cyrus pentru a promova linia de îmbrăcăminte a acesteia împreună cu Max Azria. Actul de deschidere a fost realizat de formația Metro Station. Turneul a început pe 14 septembrie 2009 în Portland, Oregon și s-a încheiat pe 29 decembrie în Londra, Regatul Unit. Conform promotoarei, AEG Live, turneul a strâns peste $45.2 milioane.

## Lista pieselor interpretate

### Act de deschidere
Metro Station
1. "Wish We Were Older"
2. "California"
3. "Now that We're Done"
4. "Kelsey"
5. "Japanese Girl"
6. "Control"
7. "Seventeen Forever"
8. "Shake It

### Concert

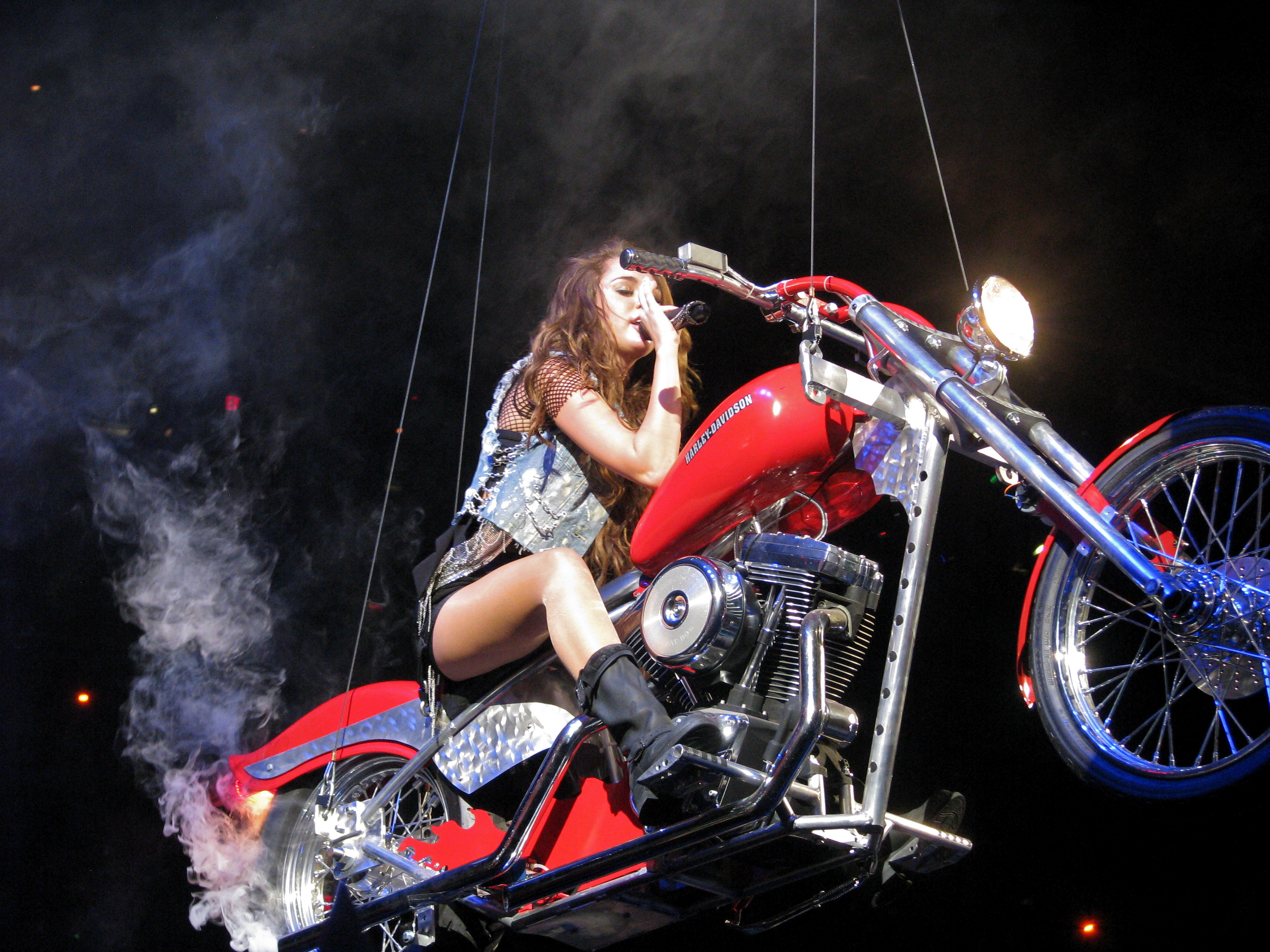
Miley Cyrus cântănd "I Love Rock N' Roll"

Miley Cyrus
1. "Breakout"
2. "Start All Over"
3. "7 Things"
4. "Kicking and Screaming"
5. "Bottom of the Ocean"
6. "Fly on the Wall"
7. "Let's Get Crazy"
8. "Hoedown Throwdown"
9. "These Four Walls"
10. "When I Look at You"
11. "Obsessed"
12. "Spotlight"
13. "G.N.O. (Girl's Night Out)"
14. "I Love Rock 'N Roll"
15. "Party in the U.S.A."
16. "Wake Up America"
17. "Simple Song"

Repetări:
1. "See You Again"
2. "The Climb"

## Datele Turneului

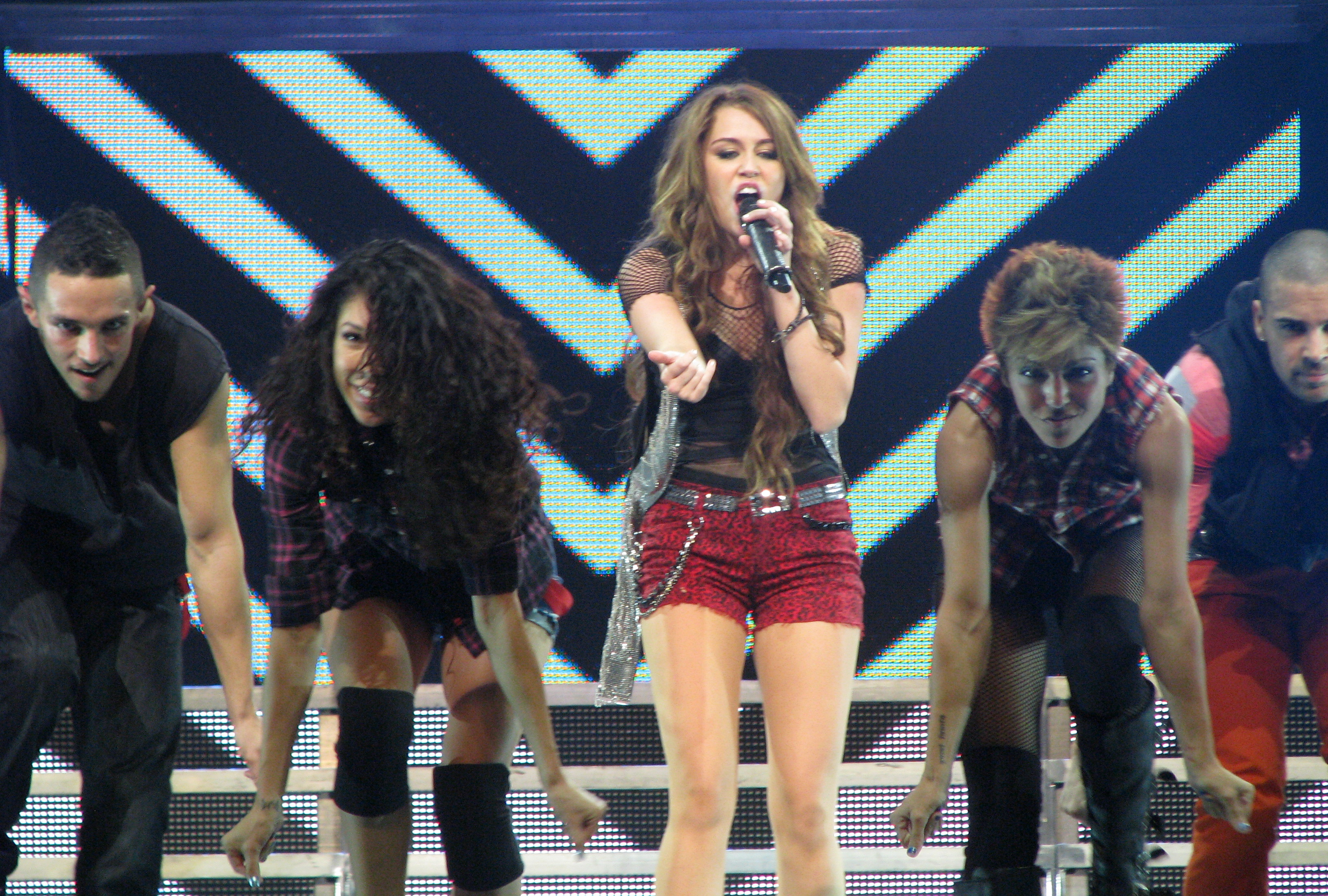
Cyrus cântănd "Spotlight" pe scenă

| America de Nord    |                     |                            |                                     |
| 14 septembrie 2009 | Portland            | Statele Unite ale Americii | Rose Garden                         |
| 16 septembrie 2009 | Tacoma              | Statele Unite ale Americii | Tacoma Dome                         |
| 18 septembrie 2009 | Oakland             | Statele Unite ale Americii | Oracle Arena                        |
| 20 septembrie 2009 | San Jose            | Statele Unite ale Americii | HP Pavilion                         |
| 22 septembrie 2009 | Los Angeles         | Statele Unite ale Americii | Staples Center                      |
| 23 septembrie 2009 | Anaheim             | Statele Unite ale Americii | Honda Center                        |
| 25 septembrie 2009 | Glendale            | Statele Unite ale Americii | jobing.com Arena                    |
| 26 septembrie 2009 | Las Vegas           | Statele Unite ale Americii | Thomas & Mack Center                |
| 29 septembrie 2009 | Salt Lake City      | Statele Unite ale Americii | EnergySolutions Arena               |
| 6 octombrie 2009   | Detroit             | Statele Unite ale Americii | The Palace of Auburn Hills          |
| 7 octombrie 2009   | Columbus            | Statele Unite ale Americii | Nationwide Arena                    |
| 9 octombrie        | Des Moines          | Statele Unite ale Americii | Wells Fargo Arena                   |
| 10 octombrie 2009  | Milwaukee           | Statele Unite ale Americii | Bradley Center                      |
| 12 octombrie 2009  | Tulsa               | Statele Unite ale Americii | BOK Center                          |
| 13 octombrie 2009  | Omaha               | Statele Unite ale Americii | Qwest Center                        |
| 15 octombrie 2009  | San Antonio         | Statele Unite ale Americii | AT&T Center                         |
| 17 octombrie 2009  | Kansas City         | Statele Unite ale Americii | Sprint Center                       |
| 17 octombrie 2009  | Dallas              | Statele Unite ale Americii | American Airlines Center            |
| 20 octombrie 2009  | New Orleans         | Statele Unite ale Americii | New Orleans Arena                   |
| 21 octombrie 2009  | Memphis             | Statele Unite ale Americii | FedExForum                          |
| 23 octombrie 2009  | Birmingham          | Statele Unite ale Americii | BJCC Arena                          |
| 24 octombrie 2009  | North Little Rock   | Statele Unite ale Americii | Verizon Arena                       |
| 27 octombrie 2009  | Chicago             | Statele Unite ale Americii | United Center                       |
| 28 octombrie 2009  | St. Louis           | Statele Unite ale Americii | Scottrade Center                    |
| 29 octombrie 2009  | Minneapolis         | Statele Unite ale Americii | Target Center                       |
| 31 octombrie 2009  | Louisville          | Statele Unite ale Americii | Freedom Hall                        |
| 1 noiembire 2009   | Lexington           | Statele Unite ale Americii | Rupp Arena                          |
| 3 noiembrie 2009   | Washington, D.C.    | Statele Unite ale Americii | Verizon Center                      |
| 4 noiembrie 2009   | Philadelphia        | Statele Unite ale Americii | Wachovia Center                     |
| 5 noiembrie 2009   | University Park     | Statele Unite ale Americii | Bryce Jordan Center                 |
| 7 noiembrie 2009   | Newark              | Statele Unite ale Americii | Prudential Center                   |
| 8 noiembrie 2009   | Newark              | Statele Unite ale Americii | Prudential Center                   |
| 9 noiembrie 2009   | Boston              | Statele Unite ale Americii | TD Garden                           |
| 12 noiembrie 2009  | Hartford            | Statele Unite ale Americii | XL Center                           |
| 15 noiembrie 2009  | Cleveland           | Statele Unite ale Americii | Quicken Loans Arena                 |
| 16 noiembrie 2009  | Indianapolis        | Statele Unite ale Americii | Conseco Fieldhouse                  |
| 18 noiembrie 2009  | Uniondale, New York | Statele Unite ale Americii | Nassau Coliseum                     |
| 19 noiembrie 2009  | Uniondale, New York | Statele Unite ale Americii | Nassau Coliseum                     |
| 22 noiembrie 2009  | Greensboro          | Statele Unite ale Americii | Greensboro Coliseum                 |
| 24 noiembrie 2009  | Charlotte           | Statele Unite ale Americii | Time Warner Cable Arena             |
| 25 noiembrie 2009  | Nashville           | Statele Unite ale Americii | Sommet Center                       |
| 28 noiembrie 2009  | Columbia            | Statele Unite ale Americii | Colonial Life Arena                 |
| 29 noiembrie 2009  | Atlanta, Georgia    | Statele Unite ale Americii | Philips Arena                       |
| 1 decembrie 2009   | Tampa               | Statele Unite ale Americii | St. Pete Times Forum                |
| 2 decembrie 2009   | Miami               | Statele Unite ale Americii | American Airlines Arena             |
| Europa             |                     |                            |                                     |
| 13 decembrie 2009  | Londra              | Regatul Unit               | The O2 Arena                        |
| 14 decembrie 2009  | Londra              | Regatul Unit               | The O2 Arena                        |
| 16 decembrie 2009  | Dublin              | Irlanda                    | The O2                              |
| 17 decembrie 2009  | Dublin              | Irlanda                    | The O2                              |
| 19 decembrie 2009  | Londra              | Regatul Unit               | The O2 Arena                        |
| 20 decembrie 2009  | Londra              | Regatul Unit               | The O2 Arena                        |
| 22 decembrie 2009  | Birmingham          | Regatul Unit               | National Exhibition Centre/LG Arena |
| 23 decembrie 2009  | Birmingham          | Regatul Unit               | National Exhibition Centre/LG Arena |
| 27 decembrie 2009  | Manchester          | Regatul Unit               | MEN Arena                           |
| 28 decembrie 2009  | Manchester          | Regatul Unit               | MEN Arena                           |
| 29 decembrie 2009  | Londra              | Regatul Unit               | The O2 Arena                        |